# Wehrwirtschaftsrat
Der Wehrwirtschaftsrat wurde am 30. Januar 1938, dem fünften Jahrestag der Machtergreifung, von Reichswirtschaftsminister Hermann Göring gegründet und war der Reichswirtschaftskammer unterstellt. Der Rat war wahrscheinlich als Beratungsgremium der Regierungsbehörden gedacht, trat aber laut Aussage von Albert Pietzsch nie zusammen. Die berufenen Ratsmitglieder hatten sich aus Sicht des Nationalsozialismus besondere Verdienste um die deutsche Wirtschaft erworben und wurden gleichzeitig zu Wehrwirtschaftsführern ernannt. Sie sollten sich im Wehrwirtschaftsrat mit allen Kräften für die Stärkung der deutschen Wirtschaft „zur Sicherung des deutschen Volkes“ einsetzen.

## Mitglieder (Auswahl)
- Wilhelm Achter, Vorstand und Generaldirektor der Gladbacher Wollindustrie AG, Präsident der Industrie- und Handelskammer Gladbach-Rheydt
- Werner Albert, Direktor der Kronprinz AG für Metallindustrie
- Wilhelm Meinberg, Vorstandsmitglied der Reichswerke Hermann Göring
- Hermann Röchling, Großindustrieller, Besitzer der Firma Saar Röchling
- Ernst Hellmut Vits, Mitgründer der Reichswerke AG für Erzbergbau und Eisenhütten „Hermann Göring“
- Albert Vögler, Generaldirektor der Vereinigten Stahlwerke
- Rudolf Weydenhammer, Generaldirektor der Deutschen Magnesit AG in München und der Amerikanisch-Österreichischen Magnesit A.G.
- Carl Wurster, Vorstandsmitglied und Betriebsführer bei den I.G. Farben
- Wilhelm Zangen, Generaldirektor des Mannesmann-Konzerns